# 世界水泳選手権
世界水泳選手権（せかいすいえいせんしゅけん、英語: World Aquatics Championships）は、世界水泳連盟が主催する水泳の国際大会である。通称世界水泳。
水泳界において、夏季オリンピックに次ぐ重要な大会とされる。かつては2 - 5年間隔で不定期に行われてきたが、2001年の第9回日本・福岡大会以降は原則として隔年（奇数年）開催となっている。
世界水泳連盟が統括する6競技（競泳、飛込、水球、アーティスティックスイミング、オープンウォータースイミング、ハイダイビング）すべてを同時開催する水泳競技の祭典であり、実施種目数はオリンピックを上回る。
2015年以降は本大会の後に続けて世界マスターズ水泳選手権が行われるようになったが、こちらもハイダイビング以外の5競技をまとめて行うマスターズ水泳の祭典である。

## 概要
基本的には7 - 8月に開催されているが、2007年にオーストラリアで開催された時は、南半球の季節の関係で3 - 4月に繰り上げて開催された。そのため、この年8月に競泳のみインターナショナル・スイム・ミート2007（日本名：世界競泳2007）が日本の千葉県国際総合水泳場で開催された。
本大会は世界最高スイマーが一堂に集う大会であり、特に競泳競技では世界記録がここで更新されることがある。また、五輪の前年にあたる大会では、五輪に向けた調整や、前哨戦としても大変重要な大会になる。2015年以降は世界マスターズ水泳選手権大会も実質統合され、この大会と連続して行われるようになっている。
なお、偶数年に開催されている短水路の世界選手権は世界短水路選手権を参照。

## 大会一覧
| 回 | 年     | 開催地             | 開催国             | 開催日程                | 開催アリーナ                                           | 参加国・地域 | 競技者数 |
| -- | ------ | ------------------ | ------------------ | ----------------------- | ------------------------------------------------------ | ------------ | -------- |
| 1  | 1973年 | ベオグラード (1)   | ユーゴスラビア (1) | 1973年8月31日 - 9月9日  | タシュマイダン・スポーツセンター                       | 47           | 686      |
| 2  | 1975年 | カリ (1)           | コロンビア (1)     | 1975年7月19日 - 7月27日 | ヘルナンド・ボテロ・オバーン・スイミングプール         | 39           | 682      |
| 3  | 1978年 | ベルリン (1)       | 西ドイツ (1)       | 1978年8月20日 - 8月28日 | オリンピアパルク・スイムシュタディオン                 | 49           | 828      |
| 4  | 1982年 | グアヤキル (1)     | エクアドル (1)     | 1982年7月29日 - 8月8日  | アルベルト・ヴァラリーノ・プール                       | 52           | 848      |
| 5  | 1986年 | マドリード (1)     | スペイン (1)       | 1986年8月13日 - 8月23日 | M86スイミングセンター                                  | 34           | 1119     |
| 6  | 1991年 | パース (1)         | オーストラリア (1) | 1991年1月3日 - 1月13日  | クレアモント・スーパードローム                         | 60           | 1142     |
| 7  | 1994年 | ローマ (1)         | イタリア (1)       | 1994年9月1日 - 9月11日  | フォロ・イタリコ                                       | 102          | 1400     |
| 8  | 1998年 | パース (2)         | オーストラリア (2) | 1998年1月8日 - 1月17日  | パース・スーパードローム                               | 121          | 1371     |
| 9  | 2001年 | 福岡 (1)           | 日本 (1)           | 2001年7月16日 - 7月29日 | マリンメッセ福岡                                       | 134          | 1498     |
| 10 | 2003年 | バルセロナ (1)     | スペイン (2)       | 2003年7月12日 - 7月27日 | パラウ・サン・ジョルディ                               | 157          | 2015     |
| 11 | 2005年 | モントリオール (1) | カナダ (1)         | 2005年7月16日 - 7月31日 | ジャン・トゥラボ                                       | 144          | 1784     |
| 12 | 2007年 | メルボルン (1)     | オーストラリア (3) | 2007年3月18日 - 4月1日  | ロッド・レーバー・アリーナ                             | 167          | 2158     |
| 13 | 2009年 | ローマ (2)         | イタリア (2)       | 2009年7月17日 - 8月2日  | フォロ・イタリコ                                       | 185          | 2556     |
| 14 | 2011年 | 上海 (1)           | 中国 (1)           | 2011年7月16日 - 7月31日 | 上海東方体育中心                                       | 181          | 2220     |
| 15 | 2013年 | バルセロナ (2)     | スペイン (3)       | 2013年7月19日 - 8月4日  | パラウ・サン・ジョルディ                               | 180          | 2293     |
| 16 | 2015年 | カザン (1)         | ロシア (1)         | 2015年7月24日 - 8月9日  | カザン・アリーナ                                       | 190          | 2400     |
| 17 | 2017年 | ブダペスト (1)     | ハンガリー (1)     | 2017年7月14日 - 7月30日 | ドナウ・アレーナ                                       | 182          | 2360     |
| 18 | 2019年 | 光州広域市 (1)     | 韓国 (1)           | 2019年7月12日 - 7月28日 | 南部大学校                                             | 192          | 2623     |
| 19 | 2022年 | ブダペスト (2)     | ハンガリー (2)     | 2022年6月18日 - 7月3日  | ドナウ・アレーナ                                       | 185          | 2034     |
| 20 | 2023年 | 福岡 (2)           | 日本 (2)           | 2023年7月14日 - 7月30日 | マリンメッセ福岡A館・B館                               | 195          | 2392     |
| 21 | 2024年 | ドーハ (1)         | カタール (1)       | 2024年2月2日 - 2月18日  | アスパイア・ドーム                                     | 199          | 2238     |
| 22 | 2025年 | シンガポール (1)   | シンガポール (1)   | 2025年7月11日 - 8月3日  | ワールド・アクアティクス・チャンピオンシップ・アリーナ | 206          | 2434     |
| 23 | 2027年 | ブダペスト (3)     | ハンガリー (3)     | 2027年                  | ドナウ・アレーナ                                       |              |          |
| 24 | 2029年 | 北京市 (1)         | 中国 (2)           |                         | 水立方                                                 |              |          |

## 実施競技・種目一覧（2025）
- 競泳競技（42種目）；50～200mの個人種目は予選・準決勝・決勝、400m以上の個人種目とリレーは予選・決勝。
  - 自由形 (50m, 100m, 200m, 400m, 800m, 1500m)（男・女）
  - 平泳ぎ (50m, 100m, 200m)（男・女）
  - 背泳ぎ (50m, 100m, 200m)（男・女）
  - バタフライ (50m, 100m, 200m)（男・女）
  - 個人メドレー (200m, 400m)（男・女）
  - フリーリレー (4×100m, 4×200m)（男4・女4）
  - メドレーリレー (4×100m)（男4・女4）
  - フリーリレー (4×100m)（混合：男2＋女2）
  - メドレーリレー (4×100m)（混合：男2＋女2）
- 飛込競技（13種目）；飛板飛込 (3m)（男・女）、高飛込 (10m)（男・女）は予選・準決勝・決勝。飛板飛込 (1m)（男・女）は予選・決勝。その他は決勝のみ。
  - 飛板飛込 (1m, 3m)（男・女）
  - シンクロナイズド飛板飛込 (3m)（男2・女2）
  - 高飛込 (10m)（男・女）
  - シンクロナイズド高飛込 (10m)（男2・女2）
  - シンクロナイズド飛板飛込 (3m)（混合：男1＋女1）
  - シンクロナイズド高飛込 (10m)（混合：男1＋女1）
  - チーム（飛板3m＋高飛込10m（混合：男1＋女1を含む4名以下）
- ハイダイビング競技（2種目）；すべて決勝。
  - ハイダイビング (20m)（女）
  - ハイダイビング (27m)（男）
- 水球競技（2種目）
  - 水球（男・女）
- アーティスティックスイミング競技（11種目）；すべて予選・決勝。
  - ソロ テクニカルルーティン（女）
  - ソロ フリールーティン（女）
  - 男子ソロ テクニカルルーティン（男）
  - 男子ソロ フリールーティン（男）
  - デュエット テクニカルルーティン（女2）
  - デュエット フリールーティン（女2）
  - ミックスデュエット テクニカルルーティン（混合：男1＋女1）
  - ミックスデュエット フリールーティン（混合：男1＋女1）
  - チーム テクニカルルーティン（オープン）
  - チーム フリールーティン（オープン）
  - チーム アクロバティックルーティン（オープン）
- オープンウォータースイミング競技（7種目）；すべて決勝。
  - オープンウォータースイミング (5km, 10km)（男・女）
  - ノックアウトスプリント (3km)（男・女）
  - リレー (4×1.5km)（混合：男2＋女2）

## 歴史
| 種目                         | 大会 | 大会 | 大会 | 大会 | 大会 | 大会 | 大会 | 大会 | 大会 | 大会 | 大会 | 大会 | 大会 | 大会 | 大会 | 大会 | 大会 | 大会 |
| 種目                         | 1973 | 1975 | 1978 | 1982 | 1986 | 1991 | 1994 | 1998 | 2001 | 2003 | 2005 | 2007 | 2009 | 2011 | 2013 | 2015 | 2017 | 2019 |
| ---------------------------- | ---- | ---- | ---- | ---- | ---- | ---- | ---- | ---- | ---- | ---- | ---- | ---- | ---- | ---- | ---- | ---- | ---- | ---- |
| 競泳                         | 29   | 29   | 29   | 29   | 32   | 32   | 32   | 32   | 40   | 40   | 40   | 40   | 40   | 40   | 40   | 42   | 42   | 42   |
| 飛込                         | 4    | 4    | 4    | 4    | 4    | 6    | 6    | 10   | 10   | 10   | 10   | 10   | 10   | 10   | 10   | 13   | 13   | 13   |
| ハイダイビング               |      |      |      |      |      |      |      |      |      |      |      |      |      |      | 2    | 2    | 2    | 2    |
| 水球                         | 1    | 1    | 1    | 1    | 2    | 2    | 2    | 2    | 2    | 2    | 2    | 2    | 2    | 2    | 2    | 2    | 2    | 2    |
| アーティスティックスイミング | 3    | 3    | 3    | 3    | 3    | 3    | 3    | 3    | 3    | 4    | 4    | 7    | 7    | 7    | 7    | 9    | 9    | 10   |
| オープンウォータースイミング | 0    | 0    | 0    | 0    | 0    | 2    | 2    | 4    | 6    | 6    | 6    | 6    | 6    | 7    | 7    | 7    | 7    | 7    |
| 合計                         | 37   | 37   | 37   | 37   | 41   | 45   | 45   | 51   | 61   | 62   | 62   | 65   | 65   | 66   | 68   | 75   | 75   | 76   |

第1回世界水泳選手権は1973年ユーゴスラビア（現セルビア）の首都ベオグラードで、47カ国から686人が参加して開催された。ちなみに2009年ローマ大会では、185の国と地域から総勢2556人が出場している。世界の水泳界においては、オリンピックの存在感が大変大きかったこともあって、比較的その歴史は浅い。
競泳では、第1回大会から長くアメリカと東ドイツの実力が圧倒的で、まさに水泳界の2大大国であった。しかしながら、第3回大会頃から徐々に旧ソビエト連邦の実力も目立つようになり、米、東独の2強にソ連が次ぐ、という構図が見られた。1990年代に入って、大きく躍進した新勢力はオーストラリアであった。1998年パース大会で、長らくアメリカに次ぐ水泳大国だったドイツやロシアなどをおさえ、メダル獲得数で第2位に躍り出た。この大会以降、1位アメリカ、そしてオーストラリアがこれに続き、ドイツ、ロシアなどが2強を追う構図となっている。非欧米諸国の中では、中国、日本など東アジア勢が有力であったが、2005年モントリオール大会では、アフリカから南アフリカ・ジンバブエがそれぞれ健闘した。
一方アーティスティックスイミングでは、競泳と同じく第1回ベオグラード大会から常に実施されているが、第1回大会以降、長く金メダルをアメリカとカナダで競いあう時代が続いた。そしてほぼ例外なく、3番手には日本がつけていた。しかし1998年パース大会で、これまで全くメダル争いに加わっていなかったロシアが、いきなり3種目で金メダルを独占し女王の座についた。2番手には、長く万年銅メダルに甘んじできた日本が台頭してきた。そして3位以下にかつてのシンクロ2強の米・加両国と、フランスが続いた。2009年大会では、スペインがロシアに迫る活躍を見せて、3番手には中国がつけている。なお、2003年大会から、「フリールーティーンコンビネーション」が実施された。また2007年大会から、ソロ・デュエット・チームがこれまでの予選・テクニカルルーティンと決勝・フリールーティンの合計点で競っていたが、テクニカルルーティンとフリールーティンが分離された。2019年大会から「ハイライトルーティン」が実施される。これまでの4種目から種目数が拡大しメダル獲得のチャンスも広がったが、全種目に出場する選手はかなりの負担がかかることになる。
2013年大会から男子27m、女子20mで行われるハイダイビングが行われ、2015年大会から競泳で混合4x100mフリーリレー、混合4x100mメドレーリレーが、アーティスティックスイミングで混合デュエットのテクニカルルーティン、フリールーティンが行われた。

## 国別メダル受賞総数
| 順位               | 国/地域                      | 金    | 銀    | 銅    | 計    |
| ------------------ | ---------------------------- | ----- | ----- | ----- | ----- |
| 1                  | アメリカ合衆国               | 312   | 257   | 201   | 770   |
| 2                  | 中華人民共和国               | 222   | 136   | 106   | 464   |
| 3                  | オーストラリア               | 130   | 134   | 98    | 362   |
| 4                  | ロシア                       | 105   | 73    | 62    | 240   |
| 5                  | イタリア                     | 53    | 73    | 81    | 207   |
| 6                  | 東ドイツ                     | 51    | 44    | 27    | 122   |
| 7                  | ドイツ                       | 48    | 67    | 74    | 189   |
| 8                  | ハンガリー                   | 44    | 37    | 36    | 117   |
| 9                  | イギリス                     | 37    | 39    | 67    | 143   |
| 10                 | フランス                     | 37    | 38    | 39    | 114   |
| 11                 | カナダ                       | 34    | 57    | 75    | 166   |
| 12                 | オランダ                     | 25    | 42    | 36    | 103   |
| 13                 | スウェーデン                 | 21    | 21    | 18    | 60    |
| 14                 | 日本                         | 20    | 53    | 82    | 155   |
| 15                 | スペイン                     | 18    | 45    | 40    | 103   |
| 16                 | ブラジル                     | 17    | 15    | 19    | 51    |
| 17                 | ソビエト連邦                 | 16    | 28    | 28    | 72    |
| 18                 | 南アフリカ共和国             | 14    | 9     | 18    | 41    |
| 19                 | ウクライナ                   | 13    | 20    | 30    | 63    |
| 20                 | 西ドイツ                     | 8     | 7     | 12    | 27    |
| 21                 | ルーマニア                   | 7     | 2     | 9     | 18    |
| 22                 | ポーランド                   | 6     | 12    | 12    | 30    |
| 23                 | Neutral Athletes B           | 6     | 8     | 4     | 18    |
| 24                 | ギリシャ                     | 6     | 7     | 10    | 23    |
| 25                 | チュニジア                   | 6     | 3     | 4     | 13    |
| 26                 | リトアニア                   | 6     | 3     | 3     | 12    |
| 27                 | デンマーク                   | 4     | 9     | 8     | 21    |
| 28                 | ジンバブエ                   | 4     | 5     | 0     | 9     |
| 29                 | 韓国                         | 4     | 2     | 6     | 12    |
| 30                 | セルビア                     | 4     | 2     | 1     | 7     |
| 31                 | メキシコ                     | 3     | 18    | 22    | 43    |
| 32                 | クロアチア                   | 3     | 3     | 4     | 10    |
| 33                 | フィンランド                 | 3     | 2     | 2     | 7     |
| 34                 | ニュージーランド             | 2     | 6     | 8     | 16    |
| 35                 | オーストリア                 | 2     | 6     | 6     | 14    |
| 36                 | ユーゴスラビア               | 2     | 1     | 3     | 6     |
| 36                 | ベラルーシ                   | 2     | 1     | 3     | 6     |
| 38                 | ポルトガル                   | 2     | 1     | 1     | 4     |
| 39                 | アイルランド                 | 2     | 0     | 0     | 2     |
| 40                 | スイス                       | 1     | 8     | 2     | 11    |
| 41                 | 北朝鮮                       | 1     | 4     | 3     | 8     |
| 42                 | ベルギー                     | 1     | 2     | 3     | 6     |
| 43                 | ノルウェー                   | 1     | 2     | 1     | 4     |
| 43                 | 香港                         | 1     | 2     | 1     | 4     |
| 45                 | マレーシア                   | 1     | 1     | 6     | 8     |
| 46                 | ブルガリア                   | 1     | 1     | 4     | 6     |
| 47                 | セルビア・モンテネグロ       | 1     | 1     | 2     | 4     |
| 47                 | コスタリカ                   | 1     | 1     | 2     | 4     |
| 47                 | コロンビア                   | 1     | 1     | 2     | 4     |
| 50                 | カザフスタン                 | 1     | 0     | 1     | 2     |
| 51                 | スリナム                     | 1     | 0     | 0     | 1     |
| 52                 | スロバキア                   | 0     | 3     | 2     | 5     |
| 53                 | チェコ                       | 0     | 3     | 0     | 3     |
| 54                 | Neutral Athletes A           | 0     | 1     | 2     | 3     |
| 55                 | チェコスロバキア             | 0     | 1     | 1     | 2     |
| 55                 | アイスランド                 | 0     | 1     | 1     | 2     |
| 55                 | キューバ                     | 0     | 1     | 1     | 2     |
| 55                 | ジャマイカ                   | 0     | 1     | 1     | 2     |
| 59                 | イスラエル                   | 0     | 1     | 0     | 1     |
| 59                 | エクアドル                   | 0     | 1     | 0     | 1     |
| 59                 | モンテネグロ                 | 0     | 1     | 0     | 1     |
| 62                 | エジプト                     | 0     | 0     | 5     | 5     |
| 63                 | Neutral Independent Athletes | 0     | 0     | 2     | 2     |
| 63                 | アルゼンチン                 | 0     | 0     | 2     | 2     |
| 63                 | シンガポール                 | 0     | 0     | 2     | 2     |
| 66                 | キルギス                     | 0     | 0     | 1     | 1     |
| 66                 | トリニダード・トバゴ         | 0     | 0     | 1     | 1     |
| 66                 | プエルトリコ                 | 0     | 0     | 1     | 1     |
| 66                 | ベネズエラ                   | 0     | 0     | 1     | 1     |
| 66                 | ボスニア・ヘルツェゴビナ     | 0     | 0     | 1     | 1     |
| 66                 | モナコ                       | 0     | 0     | 1     | 1     |
| 計 (国/地域数: 71) | 計 (国/地域数: 71)           | 1,311 | 1,323 | 1,307 | 3,941 |

## 競泳大会記録

### 男子
| 種目                 | 記録       | 選手 | 国籍           | 樹立年        | 大会           |
| -------------------- | ---------- | --- | -------------- | ------------- | -------------- |
| 50m自由形            | 21秒04     | ケーレブ・ドレッセル | アメリカ合衆国 | 2019年        | 光州大会       |
| 100m自由形           | 46秒80     | 潘展楽 | 中国           | 2024年2月11日 | ドーハ大会     |
| 200m自由形           | 1分42秒00  | パウル・ビーデルマン | ドイツ         | 2009年        | ローマ大会     |
| 400m自由形           | 3分40秒07  | パウル・ビーデルマン | ドイツ         | 2009年        | ローマ大会     |
| 800m自由形           | 7分32秒12  | 張琳 | 中国           | 2009年        | ローマ大会     |
| 1500m自由形          | 14分34秒14 | 孫楊 | 中国           | 2011年        | 上海大会       |
| 50m背泳ぎ            | 24秒04     | リアム・タンコック | イギリス       | 2009年        | ローマ大会     |
| 100m背泳ぎ           | 52秒19     | アーロン・ピアソル | アメリカ合衆国 | 2009年        | ローマ大会     |
| 200m背泳ぎ           | 1分51秒92  | アーロン・ピアソル | アメリカ合衆国 | 2009年        | ローマ大会     |
| 50m平泳ぎ            | 25秒95     | アダム・ピーティ | イギリス       | 2017年        | ブダペスト大会 |
| 100m平泳ぎ           | 56秒88     | アダム・ピーティ | イギリス       | 2019年        | 光州大会       |
| 200m平泳ぎ           | 2分05秒48  | 覃海洋 | 中国           | 2023年        | 福岡大会       |
| 50mバタフライ        | 22秒35     | ケーレブ・ドレッセル | アメリカ合衆国 | 2019年        | 光州大会       |
| 100mバタフライ       | 49秒50     | ケーレブ・ドレッセル | アメリカ合衆国 | 2019年        | 光州大会       |
| 200mバタフライ       | 1分50秒73  | クリストフ・ミラーク | ハンガリー     | 2019年        | 光州大会       |
| 200m個人メドレー     | 1分54秒00  | ライアン・ロクテ | アメリカ合衆国 | 2011年        | 上海大会       |
| 400m個人メドレー     | 4分02秒50  | レオン・マルシャン | フランス       | 2023年        | 福岡大会       |
| 4x100mフリーリレー   | 3分09秒21  | マイケル・フェルプス（47秒78） ライアン・ロクテ（47秒03） マット・グレイバーズ（47秒61） ネイサン・エイドリアン（46秒79）           | アメリカ合衆国 | 2009年7月26日 | ローマ大会     |
| 4x200mフリーリレー   | 6分58秒55  | マイケル・フェルプス（1分44秒49） リッキー・ベレンズ（1分44秒13） デビッド・ウォルターズ（1分45秒47） ライアン・ロクテ（1分44秒46） | アメリカ合衆国 | 2009年7月31日 | ローマ大会     |
| 4x100mメドレーリレー | 3分27秒28  | アーロン・ピアソル（52秒19） エリック・シャントゥ（58秒57） マイケル・フェルプス（49秒72） デビッド・ウォルターズ（46秒80）         | アメリカ合衆国 | 2009年8月2日  | ローマ大会     |

### 女子
| 種目                 | 記録       | 選手 | 国籍           | 日時          | 大会           |
| -------------------- | ---------- | --- | -------------- | ------------- | -------------- |
| 50m自由形            | 23秒61     | サラ・ショーストロム | スウェーデン   | 2023年7月29日 | 福岡大会       |
| 100m自由形           | 52秒07     | ブリッタ・シュテフェン | ドイツ         | 2009年7月31日 | ローマ大会     |
| 200m自由形           | 1分52秒85  | モリー・オキャラハン | オーストラリア | 2023年7月29日 | 福岡大会       |
| 400m自由形           | 3分59秒15  | フェデリカ・ペレグリニ | イタリア       | 2009年7月26日 | ローマ大会     |
| 800m自由形           | 8分13秒86  | ケイティ・レデッキー | アメリカ合衆国 | 2013年8月3日  | バルセロナ大会 |
| 1500m自由形          | 15分36秒53 | ケイティ・レデッキー | アメリカ合衆国 | 2013年7月30日 | バルセロナ大会 |
| 50m背泳ぎ            | 27秒06     | 趙菁 | 中国           | 2009年7月30日 | ローマ大会     |
| 100m背泳ぎ           | 58秒12     | ジェマ・スポフォース | イギリス       | 2009年7月28日 | ローマ大会     |
| 200m背泳ぎ           | 2分04秒76  | メリッサ・フランクリン | アメリカ合衆国 | 2013年8月3日  | バルセロナ大会 |
| 50m平泳ぎ            | 29秒48     | ルータ・メイルティーテ | リトアニア     | 2013年8月3日  | バルセロナ大会 |
| 100m平泳ぎ           | 1分04秒35  | ルータ・メイルティーテ | リトアニア     | 2013年7月29日 | バルセロナ大会 |
| 200m平泳ぎ           | 2分19秒11  | リッケ・メラー・ペデルセン | デンマーク     | 2013年8月1日  | バルセロナ大会 |
| 50mバタフライ        | 25秒07     | テレーズ・アルシャマー | スウェーデン   | 2009年7月31日 | ローマ大会     |
| 100mバタフライ       | 56秒06     | サラ・ショーストレム | スウェーデン   | 2009年7月27日 | ローマ大会     |
| 200mバタフライ       | 2分03秒41  | ジェシカ・シッパー | オーストラリア | 2009年7月30日 | ローマ大会     |
| 200m個人メドレー     | 2分06秒15  | アリアナ・クーカーズ | アメリカ合衆国 | 2009年7月27日 | ローマ大会     |
| 400m個人メドレー     | 4分30秒31  | カティンカ・ホッスー | ハンガリー     | 2009年8月2日  | ローマ大会     |
| 4x100mフリーリレー   | 3分31秒72  | インヘ・デッカー（53秒61） ラノミ・クロモウィジョジョ（52秒30） フェムカ・ヘームスケルク（53秒03） マルリーン・フェルトハイス（52秒78） | オランダ       | 2009年7月26日 | ローマ大会     |
| 4x200mフリーリレー   | 7分42秒08  | 楊雨（1分55秒47） 朱倩蔚（1分55秒79） 劉京（1分56秒09） 龐佳穎（1分54秒73）                                                             | 中国           | 2009年7月30日 | ローマ大会     |
| 4x100mメドレーリレー | 3分52秒19  | 趙菁（58秒98） 陳慧佳（1分04秒12） 焦劉洋（56秒28） 李哲思（52秒81）                                                                    | 中国           | 2009年8月1日  | ローマ大会     |

## 日本の大会別獲得メダル数
| 大会名                | 金 | 銀 | 銅 | 計  |
| 1973年 ベオグラード   | 0  | 0  | 6  | 6   |
| 1975年 カリ           | 0  | 1  | 3  | 4   |
| 1978年 ベルリン       | 0  | 2  | 1  | 3   |
| 1982年 グアヤキル     | 0  | 0  | 3  | 3   |
| 1986年 マドリード     | 0  | 0  | 2  | 2   |
| 1991年 パース         | 0  | 2  | 3  | 5   |
| 1994年 ローマ         | 0  | 2  | 1  | 3   |
| 1998年 パース         | 0  | 4  | 4  | 8   |
| 2001年 福岡（開催国） | 1  | 1  | 7  | 9   |
| 2003年 バルセロナ     | 3  | 3  | 3  | 9   |
| 2005年 モントリオール | 0  | 5  | 7  | 12  |
| 2007年 メルボルン     | 1  | 4  | 8  | 13  |
| 2009年 ローマ         | 1  | 2  | 1  | 4   |
| 2011年 上海           | 0  | 4  | 2  | 6   |
| 2013年 バルセロナ     | 1  | 2  | 3  | 6   |
| 2015年 カザン         | 3  | 1  | 4  | 8   |
| 2017年 ブダペスト     | 0  | 4  | 5  | 9   |
| 2019年 光州           | 2  | 2  | 6  | 10  |
| 2022年 ブダペスト     | 2  | 8  | 3  | 13  |
| 2023年 福岡（開催国） | 4  | 1  | 5  | 10  |
| 2024年 ドーハ         | 1  | 1  | 2  | 4   |
| 合計                  | 19 | 49 | 79 | 147 |

日本は第1回大会から参加していたが、金メダルが取れなかった。開催国となった2001年福岡大会のシンクロナイズトスイミング・デュエットで、立花美哉・武田美保組が初めての金メダルを獲得した。シンクロでは第1回大会から全ての大会でメダルを獲得していたが、2009年のローマ大会で初めてメダルなしに終わった。
競泳では第1回ベオグラード、第2回カリ大会で平泳ぎの田口信教が2大会連続でメダルを獲得するなどしたが、その後は日本勢の不振に伴ってメダルをしばらく得られないでいた。再び日本チームがメダルを得たのは、1991年パース大会で、その後日本勢は徐々に復調を見せた。2003年バルセロナ大会の100m平泳ぎと200m平泳ぎで、北島康介が初めての金メダルを獲得。2005年モントリオール大会では、金メダルこそ獲得できなかったものの、平泳ぎの北島康介や自由形長距離の柴田亜衣などを中心として過去最高の9つのメダルを獲得、総数で初めて米豪に次ぐ第3位となった。
飛込では2001年福岡大会男子3m板飛込で寺内健が初メダルとなる銅メダルを獲得している。この大会では女子10mシンクロ高飛込でも宮嵜多紀理・大槻枝美組が銅メダルを獲得している。
2015年カザン大会女子200mバタフライで星奈津美が日本史上初となるバタフライでの金メダルを獲得している。2024年ドーハ大会で瀬戸大也が400m個人メドレーで7大会連続メダルを獲得している。

## 日本でのテレビ中継
第8回まではNHKが衛星放送などで放送していた。
2001年（第9回）の福岡以後はテレビ朝日が日本国内における放送権の独占契約を結んだ。地上波のANN系列と衛星波子会社のBS朝日、CS放送のテレ朝チャンネル2 ニュース・スポーツで独占中継している。基本的に生放送であるが、競技の進行状況その他によってはニアライブ（撮って出し）を行う日もある。
- 大会テレビ中継のテーマソングは2001年と2003年（第10回）はB'z（「ultra soul」・「GOLD」・「スイマーよ 2001!!」・「IT'S SHOWTIME!!」・「野性のENERGY」)だったが、2005年（第11回）以降はテレビ朝日のスポーツ中継統一テーマ曲が用いられている（2005年はSMAPの「BANG! BANG! バカンス!」、2007年はSMAPの「Mermaid」、2009年はSMAPの「スーパースター★」）。2011年からは再びB'zの「ultra soul」がテーマ曲となり、この年はアレンジされた「ultra soul 2011」がテーマ曲となった。2013年は「ultra soul」オリジナルバージョンが2001年以来12年ぶりにテーマ曲として復活し、以降の大会でもオリジナルバージョンが使用されている。2022年からは、テーマ曲と並行してB'zの「You Are My Best」が世界水泳応援ソングとして使用される。
- 2001年と2003年は古舘伊知郎が特別実況を務めた。担当したレースはイアン・ソープと北島康介のレース。
- 2005年はカナダで行われたため、時差の関係で競泳決勝の一部が「スーパーモーニング」の枠内にかかった。このため、通常同番組を放送している系列外の局も競泳決勝（土日を除く）のみ放送された。
- マスコットとして、2001年の福岡大会に使用した後、日本水泳連盟の公認マスコットキャラクターとなった『ぱちゃぽ』を毎回使用している。
- テレビでは、視聴者にわかりやすいように、世界記録のペースを赤色のラインで表示し、これより先を進んでいれば世界記録ペースで泳いでいることを示している。
- 大会によっては競技の開催時間帯であっても撮って出しによる時差録画となるために、放送前に競技の結果がウェブニュースや放送などで分かってしまう「ネタバレ」となるケースがある[3]。

なお、2007年は先述の季節上の関係で世界水泳は3-4月の開催だったため、翌年2008年の北京オリンピックの前哨戦という位置づけで、世界水泳をしのぐ「夢の国際競泳大会」、「2007年の真の競泳世界一決定戦」として「インターナショナル・スイム・ミート2007（世界競泳）」がテレビ朝日・日本水泳連盟・国際水泳連盟との共同企画により千葉県習志野市の千葉県国際総合水泳場で開催され、同様にテレビ中継された。
2024年11月1日、スポーツニッポンが2025年大会をもってテレビ朝日が世界水泳の中継から撤退すると報じた。

### テレビ朝日中継関係者
放送キャスター
松岡修造（2001年 - ）メインキャスター
寺川綾
萩野公介（競泳解説も担当）
解説者
- 田中ウルヴェ京（シンクロ）
- 武田美保（シンクロ。衆議院議員夫人）
- 小谷実可子（シンクロ）
- 高橋繁浩（競泳）
- 松田丈志（競泳）
- 寺内健（飛び込み・ハイダイビング）

実況アナウンサー（いずれもテレビ朝日）
- 森下桂吉（競泳）
- 吉野真治（競泳）
- 清水俊輔（競泳）
- 寺川俊平（競泳。インタビューも担当）
- 三上大樹（競泳）
- 野上慎平（競泳）
- 山崎弘喜（競泳）
- 角澤照治（シンクロ）
- 大西洋平（シンクロ）
- 進藤潤耶（シンクロ）
- 田畑祐一（飛び込み・ハイダイビング）

過去
- 優香（2001年大会女子シンクロ飛び込み銅メダリストの大槻枝美と中学時代の同級生）
- 長島三奈（2001年のみ）
- 古舘伊知郎（実況）
- 中山貴雄（実況。当時テレビ朝日アナウンサー）
- 武内絵美（進行キャスター。テレビ朝日アナウンサー）
- 山本貴司（解説）
- 鈴木大地（解説。現日本水泳連盟会長）
- 赤江珠緒（2005年。放送当時朝日放送東京支社勤務アナウンサーで、「スーパーモーニング」MCだったことによる）
- 宮下純一（2009年、2011年。元五輪選手で、キャスター、リポーター担当）
- 竹内由恵（2011年進行キャスター。テレビ朝日アナウンサー）
- 北島康介（2009年 肩書き上は「スペシャルゲスト」）

### 提供出し
- この大会期間中、テレビ朝日では提供クレジット出し（番組・大会の協賛スポンサー表示）は画面下に出す程度でクレジットのアナウンスは行わない。（全英オープンゴルフと同要領）

### その他
- アジア・オセアニア以外で当大会が開催される場合、時差の都合上日本時間の深夜～早朝に開催されてしまう。この大会の開催時期が概ね7月下旬-8月初めとなることが多いため、この場合「全英オープン」「全英女子オープン」（ともにR&A主催）の生中継や「速報!甲子園への道」の放送にも影響が出やすい。特に「-甲子園への道」は2005年以後、同番組製作局の朝日放送→朝日放送テレビ（大阪府）以外の多くが午前0時台以後（土曜・日曜は朝日放送テレビを含め最終版ANNニュース明け）に放送されるところもあるが、これを世界水泳の生中継終了後に延期し、早朝番組となるケースもある。
- 23時台の「ネオバラエティ」は朝日放送テレビのみ唯一全国ネットスポンサーセールス（前半のみ）ながら時差放送扱いされているが、世界水泳の開催時間によっては23時台の「ナイトinナイト」（ローカル差し替え枠）を休止し、ネオバラの同時放送にすることもある。
- 大会開催時期には、ミニ番組『全力坂』がコラボレーションとして、タレントが水着で出演し、プールを全力で泳ぎきる『全力水』を放送する。